# Dramsja
Dramsja (bulgariska: Дръмша) är en ort i regionen Sofia i västra Bulgarien. Orten ligger i kommunen Kostinbrod i Balkanbergen. Dramsja hade 121 invånare (2018).
Den är uppdelad i gamla byn och nya byn.

## Bildgalleri

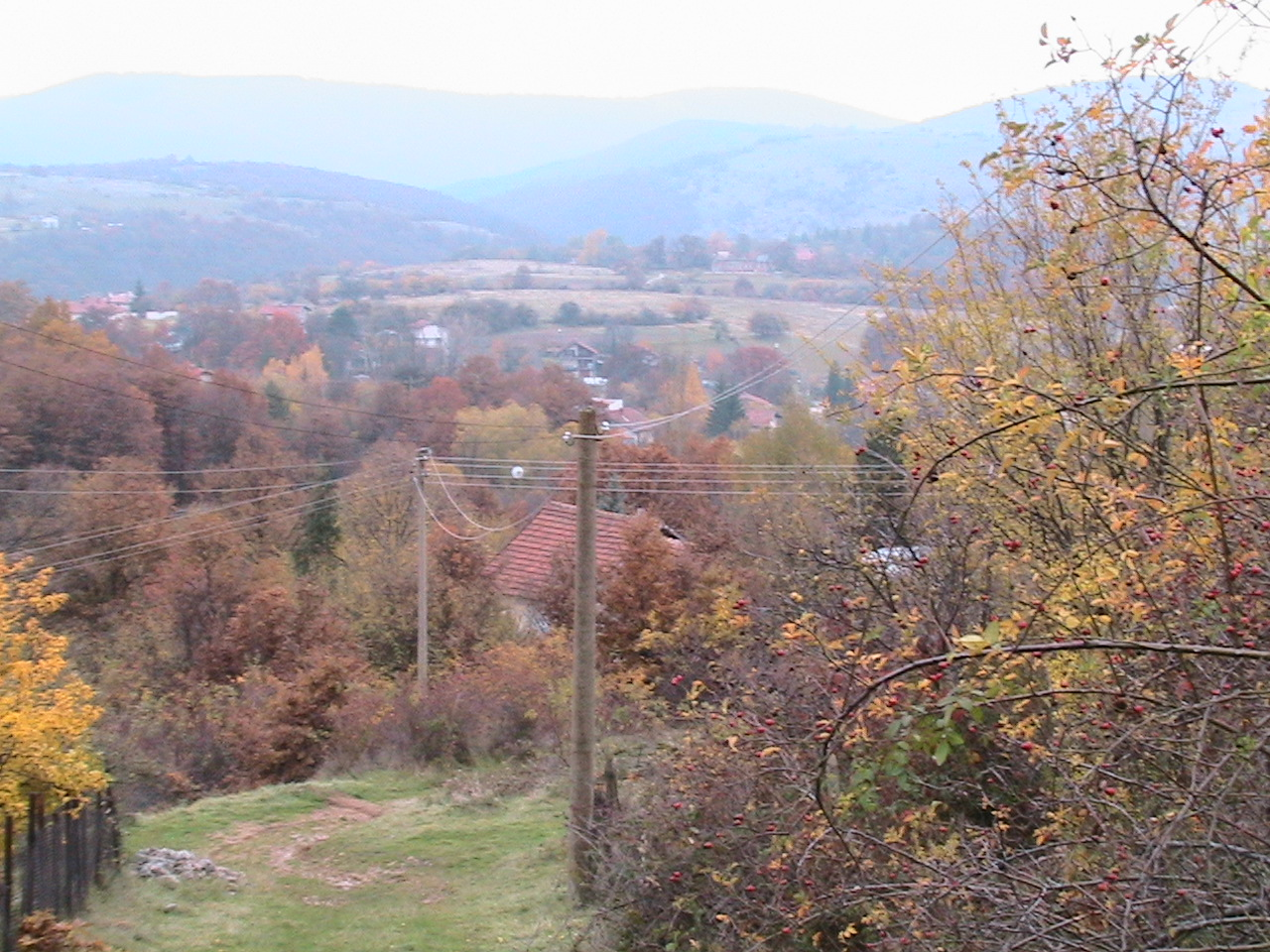
Höst i Dramsja.
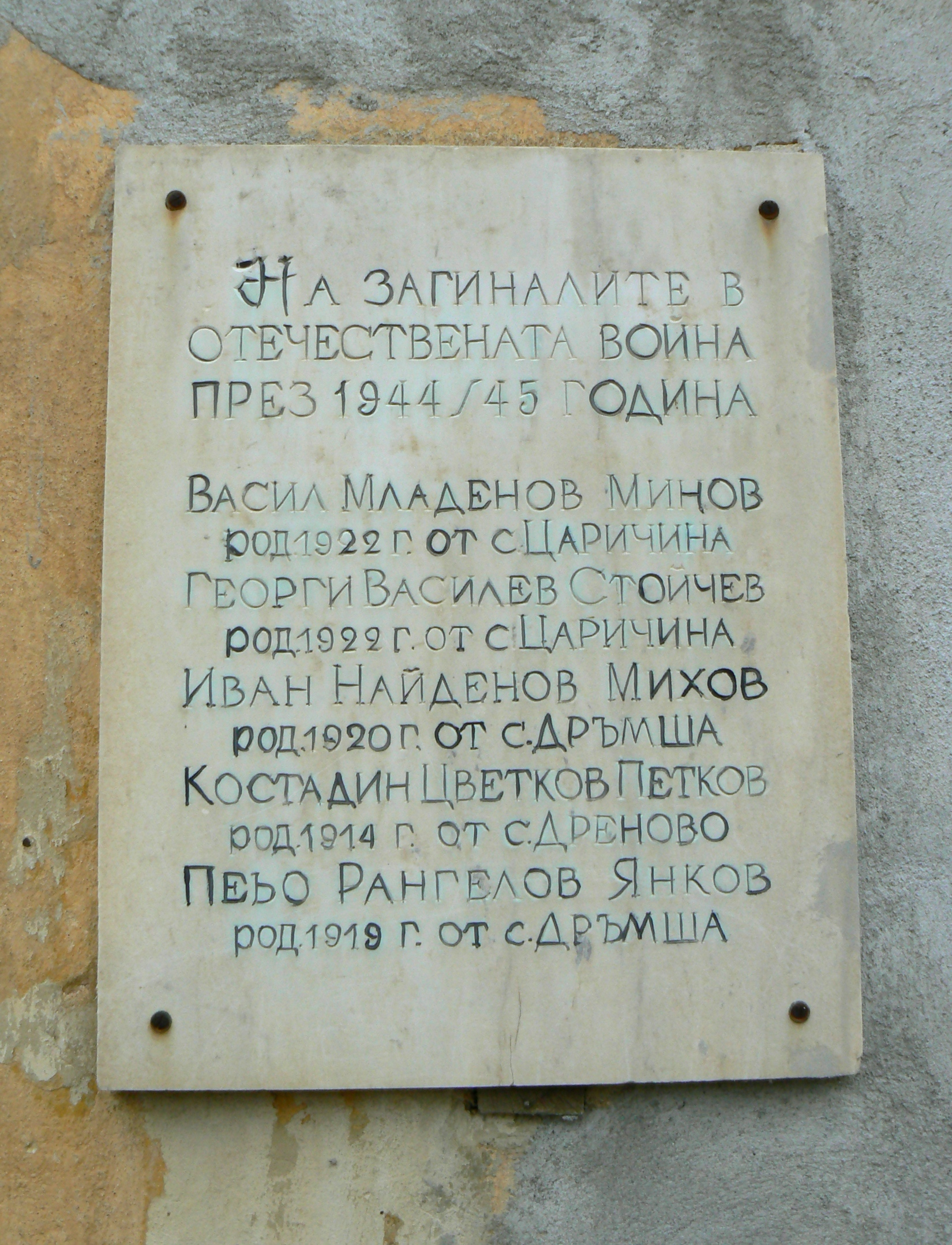
Minnestavla över andra världskriget i Dramsja.